# Buneva Point
Der Buneva Point (englisch; bulgarisch нос Бунева nos Bunewa) ist eine 1 km lange Landspitze an der Nordwestküste der Alexander-I.-Insel vor der Westküste der Antarktischen Halbinsel. Sie liegt 11 km südlich des Kap Wostok, 8,8 km nordwestlich des Kamhi Point und 1,75 km nordöstlich von Stoltz Island. Als nördliche Verlängerung eines sich über 3,7 km Länge in südöstlicher Richtung erstreckenden Gebirgskamms ragt sie unmittelbar südlich der Mündung des Lennon-Gletschers in westsüdwestlicher Richtung in die Lasarew-Bucht hinein.
Britische Wissenschaftler kartierten sie 1991. Die bulgarische Kommission für Antarktische Geographische Namen benannte sie 2017 nach Mara Bunewa (1902–1928), einer Schlüsselfigur der Inneren Mazedonischen Revolutionären Organisation.